# Vítězslav Hálek
Vítězslav Hálek (Mělník környéke, Dolínek, 1835. április 5. – Prága, 1874. október 8.) cseh író, költő és drámaíró. Szerkesztette a Máj és a Slovanská Beseda folyóiratokat. 1866-ban alapította a Květy családi lapot. Az újabb költői iskola egyik megalapítójának tartják Csehországban. Prágában emlékoszlopot emeltek neki.

## Művei
Legkiválóbb mint lírikus; e nemű művei:
- V přírodě (A természetben, Prága, 1872)
- Večerní písně (Esti dalok, 1858)

Epikus színezetű munkái:
- Alfred (Prága, 1858)
- Krásná Lejla (A szép Leila, 1859)
- Dědicové Bílé hory (A fehér hegy epigonjai, 1869)
- Děvče z Tatrové (A tátrai lány, 1871)

Drámái: Carevic Alexej és Záviš z Falkensteina, melyek sikert arattak. Král Rudolf című drámáját nem engedték előadni.
Összes művei Sebrané spisy címmel Prágában jelentek meg (1878-86, 8 kötet).